# Dídac Plana Oltra
Dídac Plana Oltra, (Arenys de Mar (Barcelona), España, 22 de mayo de 1990), conocido deportivamente como Dídac, es un jugador de fútbol sala español que juega de portero para el FC Barcelona de la Primera División de fútbol sala. Es internacional con la Selección Española.

## Carrera deportiva
Formado en las categorías inferiores del FC Barcelona, en 2008 hace su debut profesional con el Gestesa Guadalajara en Primera División , en 2010 se marchó al Sala 10 Zaragoza y después de pasar por el Catgas E. Santa Coloma y por el Jaén Paraíso Interior ficha para la temporada 18/19 por el FC Barcelona dónde gana todos sus títulos como profesional destacando la UEFA Futsal Champions League. Disputa el Mundial de Fútbol Sala de 2021 con la selección española. Gana la medalla de bronce en la Eurocopa de fútbol sala de 2022 con España.

## Clubes
| Categorías inferiores FC Barcelona     |
| 08/09 - 09/10 - Gestesa Guadalajara    |
| 10/11 - 12/13 - Sala 10 Zaragoza       |
| 13/14 - 15/16 - Catgas E. Santa Coloma |
| 16/17 - 17/18 - Jaén Paraíso Interior  |
| 18/19 - 24/25 - FC Barcelona           |

## Palmarés
| Club         | Título/reconocimiento |
| ------------ | --- |
| FC Barcelona | 2X UEFA Champions League (2019-20, 21-22) 2X Ligas de España (2018-19, 2020-21) 2X Copa del Rey (2018-19, 2019-20) 4X Copa de España (2018, 2019, 2020, 2022) 2X Supercopa de España (2019, 2022) 1X Copa Catalunya (2018) |